# Chiesa di Sant'Antonio in Qualconia
La chiesa di Sant'Antonio in Qualconia o Qualquonia si trova in via della Qualquonia a Pisa, all'interno delle mura storiche della città e a sud del fiume Arno, nel quartiere attualmente chiamato “Sant'Antonio”. Essa faceva parte di un complesso comprendente anche un convento, nei secoli adibito a "spedale" per i pellegrini, per i poveri e infine ad orfanotrofio, fortemente danneggiato durante la seconda guerra mondiale e demolito pochi anni dopo.

## Storia

### Fondazione e prima ricostruzione del complesso
Tutto il complesso apparteneva inizialmente ad una confraternita laicale, i “Disciplinati di Sant'Antonio” o “Compagnia di Sant'Antonio”, di origine armena, e il primo documento che attesta l'esistenza di questa confraternita in Pisa è un atto di vendita di un appezzamento di terra in zona della chiesa di San Paolo a Ripa d'Arno, da parte dell'abate di San Paolo a Ripa d'Arno a frate Alessandro armeno per edificarvi una chiesa e un monastero, datato 7 febbraio 1341. Non si conosce l'anno preciso di edificazione, ma è sicuro che la chiesa fosse già attiva nel 1375.
Non si conoscono né le forme né le dimensioni dell'edificio trecentesco in quanto, a seguito dell'occupazione fiorentina del 1406, esso venne danneggiato e successivamente abbandonato.
Nel 1477 la Compagnia di Sant'Antonio diede inizio ai lavori di ricostruzione del complesso che, come risulta in una pianta catastale cinquecentesca, ora comprendeva una chiesa e un chiostro trapezoidale edificato su tre lati. In questo periodo il complesso assunse il ruolo di xenodochium, ovvero di luogo che offriva ospitalità ai pellegrini, e successivamente anche di ptocotrophium, ovvero di luogo in cui veniva offerto ricovero ai poveri e ai mendicanti.

### Ristrutturazione seicentesca

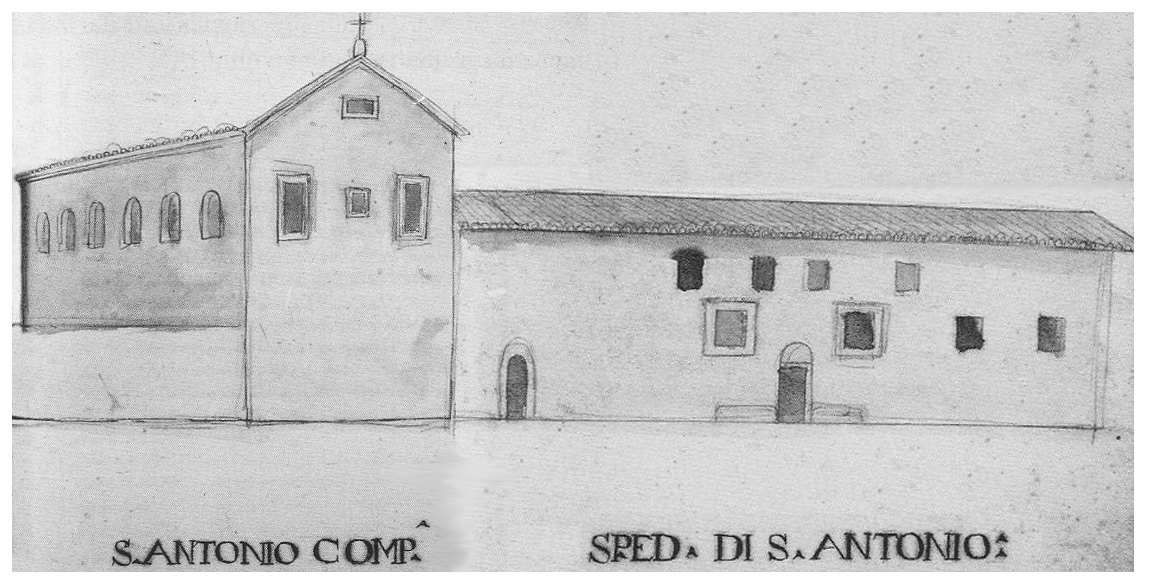
Prospetto del complesso nel 1643, can. P. Tronci

Nel 1571 la Compagnia di Sant'Antonio ottenne dal Granduca Cosimo I de' Medici la facoltà di portare sulla parte anteriore della cappa la croce dell'Ordine dei Cavalieri di Santo Stefano e dal 1605 la compagnia venne in modo definitivo aggregata all'Ordine. In seguito a ciò, per tutto il XVII secolo vennero fatti numerosi interventi di abbellimento nella chiesa come nello spedale, sia per adeguarsi al nuovo gusto barocco che per essere all'altezza dell'Ordine a cui ora la compagnia faceva riferimento.
Le finestre laterali, fino ad allora ad arco, vennero riquadrate e dotate all'interno di cornici in pietra serena sorrette in basso da cartigli e coronate con timpani di forma curvilinea spezzati nel culmine, con al centro stemmi di famiglie appartenenti alla compagnia di Sant'Antonio e all'Ordine dei Cavalieri di Santo Stefano. Vennero dotate di cornici in pietra serena anche le due entrate laterali della chiesa e venne creato un ingresso principale da via della Qualquonia, fino ad allora mancante in quanto la chiesa era accessibile solamente tramite lo spedale, dotato di una sobria cornice in pietra serena con timpano curvilineo. 

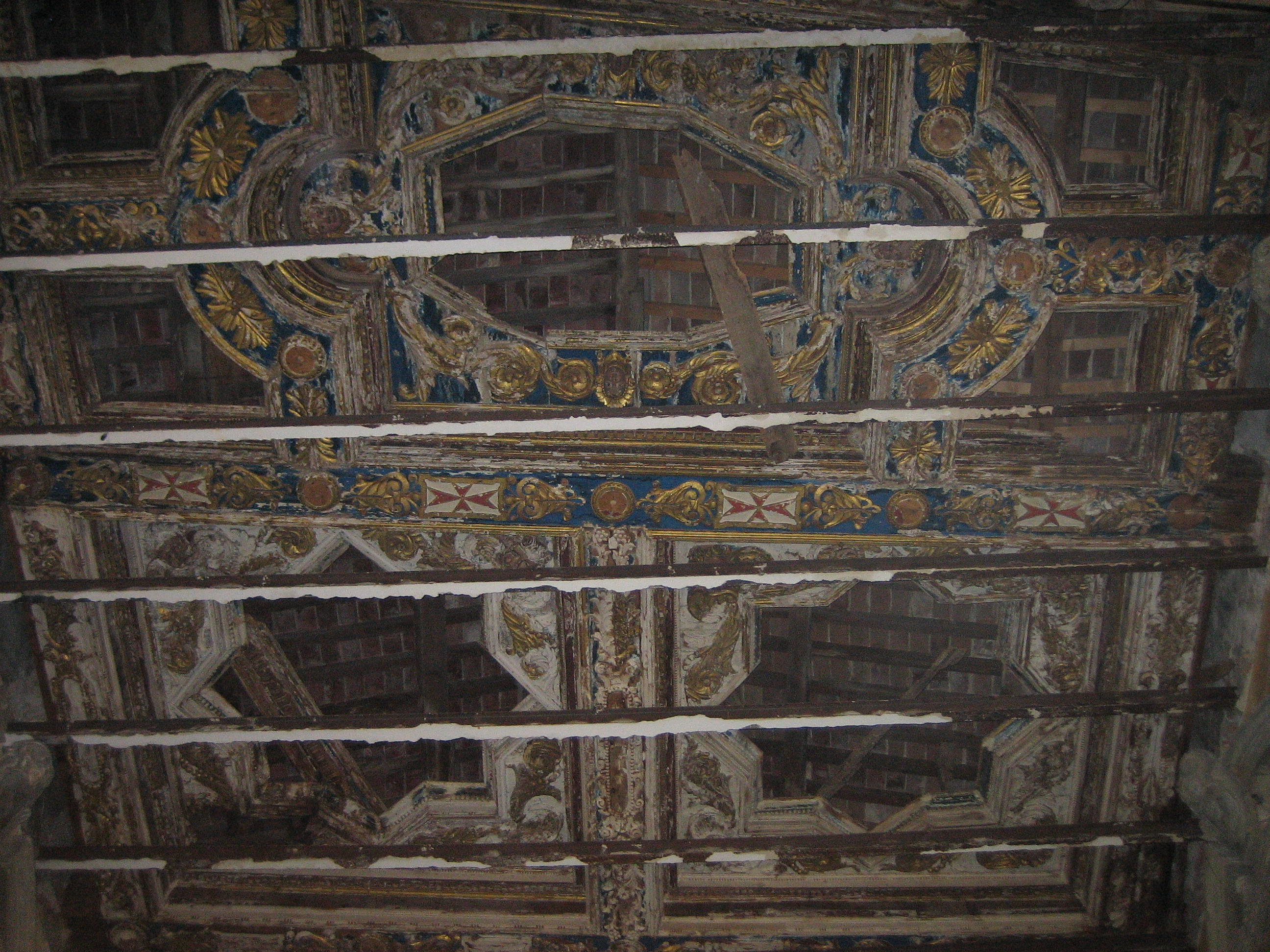
Dettaglio del soffitto a lacunari oggi

Ma l'intervento più significativo fu la costruzione di un soffitto ligneo intarsiato a lacunari ospitante 21 tele di autori locali ignoti raffiguranti le Storie di Sant'Antonio. La scelta di questo tipo di soffitto è piuttosto insolita per un edificio di modeste dimensioni, ma va da ricercarsi proprio nell'aggregazione della Compagnia all'Ordine dei Cavalieri: la chiesa di Santo Stefano dei Cavalieri, a cui l'Ordine faceva riferimento, si era dotata di un soffitto simile proprio alla fine del Seicento.

### Dal XVIII secolo ad oggi
Nel 1684 il Granduca Cosimo III decise di trasformare il complesso da ricovero per mendicanti ad uno stabile dedicato all'accoglienza per i fanciulli orfani, divenendo un vero orphanotrophium. A seguito di questa nuova funzione vennero eseguiti nuovi lavori fino all'inizio del Settecento, l'ex spedale venne sopraelevato di un piano per creare alloggio agli orfani e questo comportò il tamponamento delle finestre laterali della chiesa.

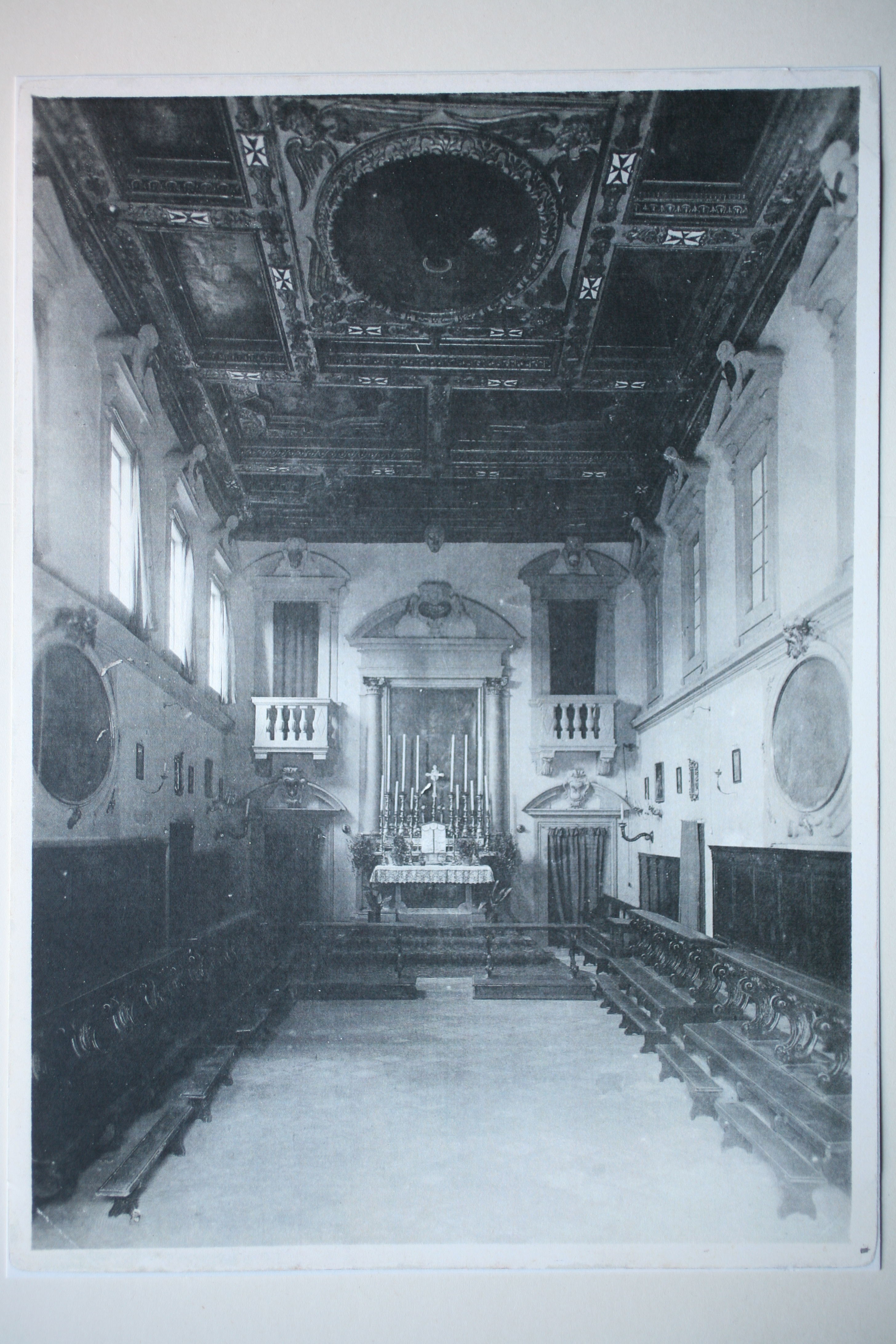
Vista dell'interno della chiesa nel 1913

Il Conservatorio, poi Istituto degli orfani della Qualquonia mantenne la sua funzione, pur passando dalla gestione dell'Ordine dei cavalieri di Santo Stefano a quella diretta del Granducato di Toscana fino alla pubblica amministrazione della Repubblica Italiana, fino alla sua distruzione durante il bombardamento del 31 agosto 1943 da parte degli Alleati.
Il Conservatorio fu danneggiato gravemente e fu demolito pochi anni dopo la conclusione della guerra per far posto ad un complesso scolastico.
Anche la chiesa subì dei danni: crollò parte del soffitto della navata e della sacrestia retrostante. Tuttavia, per il grande valore artistico e storico che rappresentava, essa fu restaurata, il soffitto venne ricostruito e i dipinti in esso contenuti furono spostati nel Museo nazionale di San Matteo di Pisa; in seguito fu sconsacrata e adibita a varie funzioni: dapprima a palestra ad uso della nuova scuola, poi a deposito di libri per la Biblioteca Universitaria e infine destinata a servizi sociali. 
Forse proprio a causa di queste frequenti variazioni d'uso che non hanno permesso un'attenta valutazione della manutenzione necessaria, oltre che a tecniche di conservazione che si sono rivelate peggiorative (come ad es. l'inserimento a protezione del soffitto cassettonato di un controsoffitto che, non permettendo in realtà una buona circolazione dell'aria, ha velocizzato il processo di marcescenza delle travi lignee) la chiesa si trova ora in avanzato stato di degrado.
A partire dal 2014, anche a causa del crollo di un travicello, la chiesa è tornata a suscitare interesse. Inizialmente sono stati effettuati dei lavori di somma urgenza per mettere in sicurezza il tetto e preservare il cassettonato ligneo. Successivamente, a partire dal 2023, grazie ai fondi del PNRR è stato avviato un intervento di restauro definitivo con l'obiettivo di trasformare la chiesa, ormai sconsacrata, in uno spazio sociale ed espositivo.

## Descrizione
La chiesa si presenta come un corpo a pianta rettangolare irregolare con copertura a capriate e, dietro di questo, è presente la sacrestia con copertura a falde.

### Esterno
La facciata principale della chiesa si affaccia su via della Qualquonia, rivolta verso ovest, e si presenta molto sobria per quanto riguarda l'apparato decorativo: il portale d'ingresso, disposto al centro, ha una cornice modanata in pietra serena coronata da un timpano curvilineo; più in alto si aprono due finestre rettangolari e, nella sommità, un'altra finestrella rettangolare tutte dotate di cornici in pietra serena. 
Sul prospetto laterale rivolto a nord si nota la scansione modulare data dalle finestre rettangolari, tutte della stessa dimensione e prive di cornici o decorazioni, ed è ancora presente anche se tamponato il portale di accesso laterale dotato di cornice modanata in pietra serena. 
Il prospetto laterale rivolto a sud, invece, è privo delle aperture in quanto furono tamponate in seguito all'ingrandimento dello spedale che vi era attiguo. Presenta comunque l'ingresso laterale tamponato, simmetrico al precedente con uguale cornice decorativa, e alcuni elementi rimasti dello spedale stesso: ci sono due peducci in pietra serena e diverse imposte di volta.

### Interno

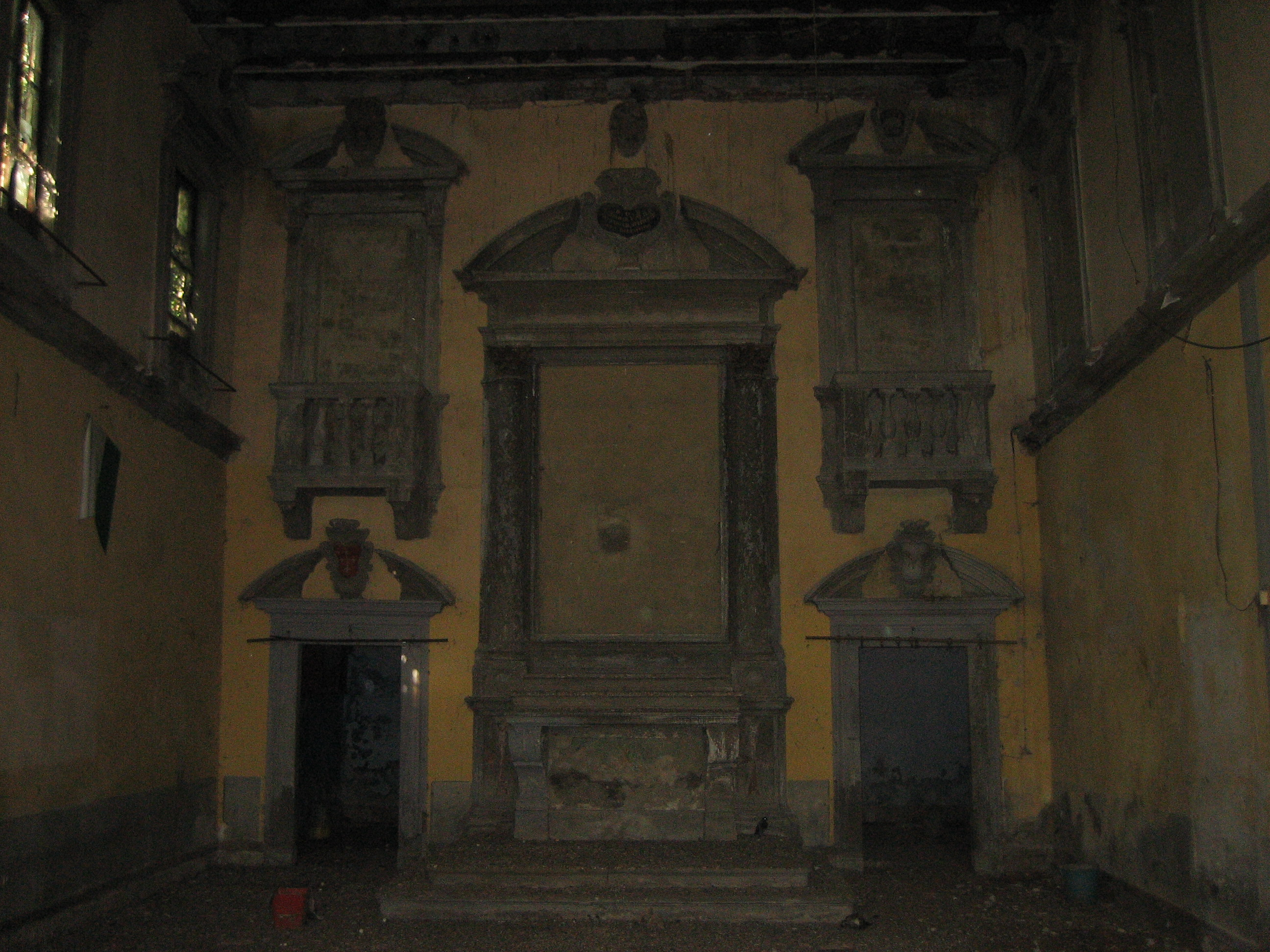
Foto della parete d'altare

La chiesa è a pianta rettangolare a navata unica, con l'ingresso principale sul lato corto a ovest e l'altare sul lato opposto a est. Le pareti laterali sono scandite dalle finestre, tutte di dimensioni uguali e decorate con cornici di gusto barocco, sorrette in basso da cartigli e con delle volute che reggono i timpani curvilinei con gli stemmi delle famiglie. Mentre le finestre a nord sono effettivamente delle aperture, quelle della parete sud sono affrescate con effette trompe-l'œil. Sulla parete ad est si trova l'altare su un podio di due gradini, riccamente decorato con semicolonne corinzie che reggono la trabeazione che sorregge a sua volta un timpano curvilineo spezzato al culmine con al centro uno stemma celebrativo.
Ai lati dell'altare si aprono due porte, anche queste decorate con cornici timpanate e stemmi, che conducono alla sacrestia retrostante, e sopra di queste sono presenti altre due aperture, oggi tamponate, dotate di un balcone sorretto da volute decorate con motivi a foglie.
Del pregiatissimo soffitto ligneo seicentesco oramai ne è rimasto meno della metà: dei ventuno loculi ne sono ancora presenti due di forma stellata a otto punte, uno a losanga e quattro rettangolari.